# Heteronotus sakakibarai
Heteronotus sakakibarai är en insektsart som beskrevs av Fonseca och Diringshofen 1974. Heteronotus sakakibarai ingår i släktet Heteronotus och familjen hornstritar. Inga underarter finns listade i Catalogue of Life.